# HMAS Gerard
HMAS Gerard – australijski okręt pomocniczy z okresu II wojny światowej, w Royal Australian Navy (RAN) służył w latach 1941-1946.

## Historia
Szkuner „Edda” był zbudowany w 1921 w stoczni Friederich Krupp Germaniawerft w Kilonii. Statek liczył 112 stóp i 2,5 cala (34,20 m) długości, 24 stopy 8,5 cala (7,53 m) szerokości, zanurzenia wynosiło 8 stóp i 6 cali (2,59 m). Napęd stanowił czterocylindrowy silnik wysokoprężny Vickers Petters o mocy 200 KM i pojedyncza śruba. Pojemność brutto statku wynosiła 194 ton, net tonnage wynosił 94. Prędkość maksymalna wynosiła 8,5 węzła.
Po wodowaniu statek kilkakrotnie zmieniał właścicieli i nazwę, nazywał się kolejno - „Edda”, „Palanga”, „Antiope”, „Therese”, ponownie „Antiope” i ostatecznie od 1930 - „Gerard” należący do linii Gerard Shipping z Port Adelaide.
Po wybuchu wojny starek został zarekwirowany przez RAN 5 kwietnia 1941. Został uzbrojony w pojedynczą armatę przeciwlotniczą 12-funtową (76,2 mm), pojedyncze działko Oerlikon 20 mm i karabin maszynowy Browning (7,62 mm) w późniejszym czasie zastąpiony przez podwójny karabin maszynowy Vickers (7,7 mm) Załogę stanowiło 28 osób - trzech oficerów, 3 podoficerów i 22 marynarzy. Okręt wszedł do służby 1 lipca 1941 jako HMAS „Gerard” (FY62).
Początkowo służył w Port Kembla jako okręt dozoru portu (examinatio vessel). W 1943 okręt przybył do Sydney, gdzie został przebudowany na okręt zaopatrzeniowy (stores vessel), we tej roli służył do końca wojny. 8 kwietnia 1946 został wycofany do rezerwy, poprzednim właścicielom został zwrócony 23 lipca 1947.
„Gerard” pływał jeszcze w latach 80. XX wieku (rejestracja Lloyd's - 5129538).